# Římskokatolická farnost Bystročice
Římskokatolická farnost Bystročice  je územní společenství římských katolíků, jehož farním kostelem je kostel svatého Cyrila a Metoděje v děkanátu Olomouc olomoucké arcidiecéze.

## Historie farnosti
První zmínka o obci je začátku 12. století. Farní kostel byl postaven roku 1858.
Od 1. 3. 1937-1. 5. 1957 působil ve farnosti jako farář P. Jaroslav Vavřinec Urban (1888-1963), vysvěcen 1911.

## Duchovní správci
Od července 2017 je farářem R. D. Mgr. Antonín Štefek.